# Йёбакк, Петер
Петер Арне Йёбакк (швед. Peter Arne Jöback; род. 4 июня 1971 года, Стокгольм) — шведский певец и музыкант.

## Биография
Петер Арни Йёбакк родился 4 июня 1971 года в Стокгольме. Его мать — Моника Линд (швед. Monica Lind) — известная шведская певица и актриса. Учился в музыкальной школе Адольфа Фредрика, а затем в королевской музыкальной академии в классе вокала. Он также посещал танцевальную школу Лассе Кюлера (норв. Lasse Kühler).
В конце июня 2010 года сочетался браком с Оскаром Нильссоном (швед. Oscar Nilsson), с которым состоял в гражданском браке последние 6 лет. Незадолго до этого он выступал на гала-концерте в честь свадьбы кронпринца Даниэля и принцессы Виктории, а на следующий день был замечен в числе приглашенных гостей на торжествах.

## Карьера

### Ранние годы
Дебютировал в 1982 году на сцене театра Фолкан в мюзикле «Звуки музыки» в роли Курта фон Траппа. В течение последующих двух лет принял участие в спектаклях «Белоснежка» и «Мио, мой Мио». В 1985 году исполнил одну из ролей в мюзикле «Kavallerijungfrun» на сцене стокгольмского театра Сёдра (швед. Södra teatern). В 1988 году сыграл главную роль в молодёжном мюзикле «Här & Nu».
11 декабря 1989 года Петер стал победителем конкурса талантов, спев песню «Anthem» из мюзикла «Шахматы».
В 1990 году попробовал свои силы на Melodifestivalen, отборочном туре конкурса песни «Евровидение-1990», исполнив песню «En sensation», в финале конкурса занявшую только 9-е место. В этом же году, его пригласили на роль Тони в постановке стокгольмской филармонии «Вестсайдская история», прошедшей на сцене главного концертного зала столицы.
В 1991 году он сыграл юного ангела в мюзикле «Бриолин» (англ. Grease). Годом позже был удостоен чести исполнить гимн Чемпионата Европы по футболу на его открытии. Петер стал голосом шведского дубляжа диснеевского мультфильма «Аладдин». В 1993 году Петер появился на сцене китайского театра Стокгольма в мюзикле «Fame». За роль в мюзикле был номинирован на Золотую маску. В этом же году выпустил свой первый сольный альбом — «Peter Jöback» — записанный на пару со своим братом Микаелем. В 1994 году вернулся на сцену театра «Фолкан» в мюзикле «Книга джунглей» по мотивам рассказов Редьярда Киплинга.

### 1997 — 2000
В 1997 году Петера пригласили на роль Криса в мюзикле «Мисс Сайгон» в лондонском королевском театре Друри-Лейн. Три года спустя в этом же театре им была сыграна роль Майкла в оригинальной постановке Истквикских ведьм.
Сотрудничал с Бьорном Ульвеусом и Бенни Андерссоном, работая в постановке оперного театра Малмо «Эмигранты» (швед. Kristina från Duvemåla). В роли Роберта он исполнил песню «Guldet blev till sand», занявшей первые строчки шведских чартов. Альбом разошёлся тиражом около 1 миллиона копий, стал трижды платиновым и принес Петеру победу в ряде номинаций шведского Грэмми. За исполнение роли Роберта он был награждён Золотой Маской.

### 2000 — 2005
Его творчество по достоинству было оценено критиками. Так, альбом, выпущенный в канун Рождества 2002 года, был признан самым-самым рождественским альбомом всех времен. В работе над альбомом приняла участие норвежская суперзвезда Сиссель Хюрхьебё, вместе они исполнили песню «Be though my vision» Вана Моррисона на шведском языке. С тех пор, Питер и Сиссель частые гости на концертах друг у друга.
В 2004 году Петер сотрудничает с Гётеборгским симфоническим оркестром

## Дискография

### Студийные альбомы
| Год | Детали                                                                                   | Позиции в чартах | Позиции в чартах | Позиции в чартах | Сертификация |
| Год | Детали                                                                                   | FIN              | NOR              | SWE              | Сертификация |
| --- | ---------------------------------------------------------------------------------------- | ---------------- | ---------------- | ---------------- | ------------ |
| 1993                                                                                                   | Peter Jöback                                                                             | —                | —                | —                |              |
| 1997                                                                                                   | Personliga val - Релиз: 1 декабря 1997 - Лейбл: Columbia Records - Формат: CD            | —                | —                | 2                |              |
| 2000                                                                                                   | Only When I Breathe - Релиз: 20 сентября 2000 - Лейбл: Columbia Records - Формат: CD     | 28               | —                | 1                |              |
| 2002                                                                                                   | I Feel Good And I'm Worth It - Релиз: март 2002 - Лейбл: Columbia Records - Формат: CD   | —                | —                | 2                |              |
| 2002                                                                                                   | Jag kommer hem igen till jul - Релиз: ноябрь 2002 - Лейбл: Columbia Records - Формат: CD | —                | 4                | 1                |              |
| 2004                                                                                                   | Det här är platsen - Релиз: 28 апреля 2004 - Лейбл: Columbia Records - Формат: CD        | —                | —                | 1                |              |
| 2004                                                                                                   | Storybook - Релиз: 10 ноября 2004 - Лейбл: Columbia Records - Формат: CD                 | —                | 3                | 1                |              |
| 2007                                                                                                   | Människor som du och jag - Релиз: 19 сентября 2007 - Лейбл: Roxy Recordings - Формат: CD | —                | 12               | 2                |              |
| 2009                                                                                                   | East Side Stories - Релиз: 28 октября 2009 - Лейбл: Roxy Recordings - Формат: CD         | —                | 37               | 5                |              |
| Символ «—» означает, что релиз либо не участвовал в данном чарте, либо не был выпущен в данной стране. |                                                                                          |                  |                  |                  |              |

### Синглы
| 1990                                                                                                   | «En sensation»                | —  |                              |
| 1990                                                                                                   | «Let's Kiss (Like Angels Do)» | —  |                              |
| 1991                                                                                                   | «This Time»                   | —  |                              |
| 1992                                                                                                   | «More Than A Game»            | 30 |                              |
| 1993                                                                                                   | «Du är min längtan»           | —  | Peter Jöback                 |
| 1993                                                                                                   | «Det ingen annan vet»         | —  | Peter Jöback                 |
| 1993                                                                                                   | «Nu när jag funnit dig»       | —  |                              |
| 1996                                                                                                   | «Guldet blev till sand»       | 2  |                              |
| 1997                                                                                                   | «En sång om oss»              | 27 | Personliga val               |
| 1998                                                                                                   | «Vem ser ett barn»            | —  | Personliga val               |
| 1999                                                                                                   | «Hon ser inte mig»            | 41 |                              |
| 2000                                                                                                   | «Higher»                      | 2  | Only When I Breathe          |
| 2000                                                                                                   | «Tonight»                     | 25 | Only When I Breathe          |
| 2001                                                                                                   | «Under My Skin»               | 37 | Only When I Breathe          |
| 2002                                                                                                   | «Sinner»                      | 36 | I Feel Good And I'm Worth It |
| 2002                                                                                                   | «She's Like A Butterfly»      | —  | I Feel Good And I'm Worth It |
| 2003                                                                                                   | «Gå inte förbi»               | 6  |                              |
| 2004                                                                                                   | «Du har förlorat mer än jag»  | 15 | Det här är platsen           |
| 2004                                                                                                   | «Sommarens sista sång»        | —  | Det här är platsen           |
| 2006                                                                                                   | «Jag blundar i solens sken»   | 37 |                              |
| 2007                                                                                                   | «Jag står för allt jag gjort» | —  |                              |
| 2007                                                                                                   | «Italy vs. Helsinki»          | —  |                              |
| 2007                                                                                                   | «Stockholm i natt»            | 4  | Människor som du och jag     |
| 2007                                                                                                   | «Han är med mig nu»           | —  | Människor som du och jag     |
| 2008                                                                                                   | «Himlen är inget tak»         | —  |                              |
| 2009                                                                                                   | «Sing»                        | —  | East Side Stories            |
| Символ «—» означает, что релиз либо не участвовал в данном чарте, либо не был выпущен в данной стране. |                               |    |                              |

### Мюзиклы и прочее
- 2009 — En Julkonsert
- 2008 — En Julkonsert
- 2007 — Cabaret, in Gothenburg
- 2006 — Cabaret, in Stockholm
- 2005 — Rhapsody in rock, Sweden tour
- 2005 — Concert tour in Norway
- 2003 — Cabaret, in Copenhagen
- 2000 — Stuart Little
- 2000 — The Witches of Eastwick, in London
- 1999 — Där Regnbågen Slutar
- 1998 — Jesus Christ Superstar
- 1998 — Personliga Val - Live
- 1998 — Peter Jöback Show
- 1997 — Miss Saigon, in London
- 1997 — Peter Jöback - A Musical Voyage
- 1995—98 — Kristina Från Duvemåla
- 1994—95 — Musical Express 1 & 2
- 1994 — Djungelboken
- 1993—94 — Fame
- 1993 — Aladdin
- 1991—92 — Grease
- 1990 — West Side Story
- 1990 — Melodifestivalen
- 1988 — Här & Nu
- 1984—85 — Kavallerijungfrun
- 1983—84 — Snövit (Snow white)
- 1982—84 — Sound Of Music
- 1982—83 — Mio Min Mio